# カリーナ・ゲオルギアン
カリーナ・ゲオルギアン（英語: Karine Georgian；ロシア語: Каринэ Арменовна Георгиан、1944年1月5日 - ）は旧ソ連出身のチェリスト。

## 経歴
生い立ち
1944年、モスクワでアルメニア系ロシア人の音楽家一家に生まれた。父の手ほどきで5歳よりチェロを始めた。モスクワ音楽院でムスティスラフ・ロストロポーヴィチに師事。第3回チャイコフスキー国際コンクール第1位および金賞を受賞して注目された。
ソビエト圏外へも活動を広げる
アラム・ハチャトゥリアンのコンチェルト・ラプソディーを作曲家自身の指揮でシカゴ交響楽団と演奏するというアメリカ初演を皮切りに、旧ソヴィエト連邦外の各国で演奏家としてデビューした。東西ヨーロッパ、アメリカ、アジア等世界各国での演奏活動を開始。
国際的な芸術家として
主要な国際指揮者及びオーケストラとの数々の共演で活躍している。演奏目録は優に40曲を超える協奏曲と、莫大な数の楽曲・室内楽曲を含む。アルフレート・シュニトケ、エディソン・デニソフ、ティグラン・マンシュリアン、クシシュトフ・ペンデレツキ、アレクサンダー・ゴアー、ドミトリ・スミルノフ、ホワード・スケンプトン、エレーナ・フィルソヴァ等現在を代表する作曲家の多くと芸術的交際があり、献呈された数々の作品の初演も行っている。中でも特筆すべきは、1989年カーネギー・ホールでのシュニトケのチェロ協奏曲第1番のアメリカ初演、1994年初めて訪れたオーストラリアでベンジャミン・ブリテン作曲チェロ交響曲の現地初演、1996年ヤン・パスカル・トルトゥリエ指揮BBCフィルハーモニック共演でのスミルノフのチェロ協奏曲世界初演、フィルソヴァの室内協奏曲第5番等。最近ではユーリ・シモノフ指揮モスクワ・フィルハーモニー管弦楽団との共演による英国内ツアー、八月祭を祝うガラ・コンサートが北京の宮殿内で中継放送された事が話題となった。
教師として
1980年、ロンドンに居を移したカリーナ・ゲオルギアンは、2年後アンドレ・ナヴァラの後継者としてドイツ・デトモルト高等音楽学校の教授となった。以来高い教授要請の声に応え、イングランド、イタリア、ドイツ、オーストリア、日本を含む各国のマスタークラスで、また近年はマンチェスターの英国王立ノーザン音楽大学教授として教鞭を執る。